# Elisenda de Pinós
Elisenda de Pinós i Canet (a veces llamada también Elionor de Pinós) fue una noble catalana, hija de Galcerán IV, señor de Pinós, y de Esclaramunda de Canet. Casó con Pedro II de Moncada, barón de Aitona, Serós y Soses, con el que tuvo cuatro hijos: Odón I de Moncada; la reina Elisenda de Moncada, la cuarta y última mujer de Jaime II de Aragón; Guillermo Raimundo; y Gastón, obispo de Gerona.
Tiene dedicada una calle en Barcelona.